# Petra Joy
Pour les articles homonymes, voir Joy.
Petra Joy, née à Kempten en Bavière, est une réalisatrice, productrice, scénariste et photographe allemande.

## Biographie
Elle est, avec Candida Royalle, Annie Sprinkle et Maria Beatty entre autres, une des pionnières d'une pornographie revendiquant un point de vue féminin. Diplômée en histoire du cinéma à l’Université de Cologne, elle a rédigé sa thèse sur la représentation de la sexualité féminine dans les films Nazi. Elle s’est ensuite expatriée en Angleterre, où elle a travaillé pendant 10 ans comme productrice et réalisatrice pour la télévision allemande. Elle a réalisé et produit plus de 70 documentaires pour des chaînes de TV internationales telles que  Channel 4, National Geographic, et WDR. Depuis 1990, son travail se concentre plus particulièrement sur la sexualité. Un sujet récurrent de son œuvre est la sexualité d’un point de vue féminin. Elle parle de son style comme étant "art-core" : c’est un jeu de mots faisant référence au "hard-core" vers lequel s’oriente la pornographie traditionnelle, et contre lequel elle s’inscrit. Son œuvre "art-core" met à l’honneur le plaisir féminin, la créativité, la qualité de la production, l’ambition cinématographique. En 2004, Petra Joy réalise son premier film de pornographie alternative : Sexual Sushi. Elle publie en 2006 un ouvrage chez Harper Collins : How to Make Your Own Adult Video: The Couple’s Guide to Making Sensual Home. En 2009, elle crée le Petra Joy Award, une compétition internationale de films érotiques dédiée aux réalisatrices souhaitant se lancer dans la pornographie alternative et/ou féministe. Elle anime aussi des ateliers pour encourager la création de porno créatif : “how to make your own creative porn” et donne des conférences sur les femmes et la pornographie dans toute l’Europe. Petra Joy est aussi curatrice et productrice d’une série de porno féministe intitulée Her Porn et a réalisé un documentaire autobiographique The Joy of Porn: My Life as a Feminist Pornographer. Après 14 ans de carrière dans le porno féministe et de nombreuses récompenses, elle a décidé de cesser ses activités dans ce domaine et de se consacrer pleinement à la production et réalisation de documentaires visant à défendre les droits des animaux.

## Filmographie

### En tant que réalisateur et producteur
- The Joy of Porn: My Life as Feminist Pornographer (documentaire, 2009)
- Feeling it, not faking it! (film érotique, 2008)
- Female Fantasies (film érotique, 2006)
- Sexual Sushi (film érotique, 2004)

### En tant conservateur et producteur
- Her Porn, Volume 1 (compilation de films porno internationaux, 2010)
- Her Porn, Volume 2 (compilation de films porno internationaux, 2009)

### En tant que distributeur
- Dirty Diaries (compilation de films porno suédois, 2009)
- Free Love (Dir: Marianna Beck, USA, 2009)

## Récompenses
Petra Joy a remporté plusieurs prix, dont : Feminist Porn Award et UK Adult Film and Television Awards (UKAFTA).